# Halcampella maxima
Halcampella maxima är en havsanemonart som beskrevs av Hertwig 1888. Halcampella maxima ingår i släktet Halcampella och familjen Halcampoididae. Inga underarter finns listade i Catalogue of Life.